# Afrodiastictus endroedyyoungai
Afrodiastictus endroedyyoungai är en skalbaggsart som beskrevs av S. Endrödi 1973. Afrodiastictus endroedyyoungai ingår i släktet Afrodiastictus och familjen Aphodiidae. Inga underarter finns listade i Catalogue of Life.